# 恒河海鯰
恒河海鯰為輻鰭魚綱鯰形目海鯰科的其中一種，分布亞洲印度及孟加拉的淡水、半鹹水域水域，體長可達91.4公分，棲息在沿岸河口區、有潮汐變化的溪流，底棲性魚類，屬肉食性。

## 擴展閱讀
維基物種上的相關：恒河海鯰